# Thy Cykle Ring
Thy Cykle Ring er en dansk cykelklub med base i Thy og klubhus på Rosenkrantzgade i Thisted. Klubben blev grundlagt den 13. april 1959. Klubben blev stiftet af blandt andre den 16-årige Christian Baun, og den fik fra starten navnet Hurup Cykle Ring.
Klubben er arrangør af cykelløbet Sparekassen Thy-løbet, der i 2023 havde deltagerrekord med 750 ryttere fra 15 nationer. Løbet havde på det tidspunkt eksisteret over 20 år, og blev i 2017 en del af løbsserien 3 Dage i Nord.

## Kendte medlemmer
- Jette Fuglsang
- Michael Valgren[5]
- Jonas Vingegaard[6]